# Muddy Waters Research
Muddy Waters Research LLC est une société de recherche financière et d'investissement américaine, dont la stratégie s'appuie essentiellement sur la due diligence. Ce fonds spéculatif controversé et ses équipes mènent des enquêtes sur les sociétés cotées, et publient des notes contenant souvent des allégations de fraude tout en prenant des positions financières de vente à découvert qui reflètent les résultats de leurs recherches. Muddy Waters a déjà révélé des manipulations et des fraudes comptables dans plusieurs entreprises, principalement en Chine, mais aussi dans d'autres pays d'Asie, d'Europe et d'Amérique du Nord.
La société est devenue célèbre après avoir détecté des fraudes chez Sino-Forest Corp, une société chinoise cotée au Canada dont les actions ont chuté de 74 %, avant de finalement déposer le bilan en mars 2012. En France, elle est surtout connue pour ses attaques sur le groupe Casino.

## Historique
Muddy Waters a été fondée par Carson Block, un vendeur à découvert américain. La société tient son nom du proverbe chinois « 渾水摸魚 », littéralement « il est plus facile de pêcher des poissons lorsque les eaux sont boueuses ». En janvier 2015, la société a levé 100 millions de dollars auprès d'investisseurs croyant en sa stratégie.
En plus de Sino-Forest Corp, Muddy Waters a également publié des rapports sur NQ Mobile, une société chinoise de cybersécurité et d'applications mobiles, ainsi que sur Noble Group, Focus Media, Olam International, le Groupe Casino, Orient Paper, China Media Express, Bank of the Ozarks, Rino International, Bolloré, American Tower Corp. et TeliaSonera.

## Méthodes
La société publie tout d'abord des rapports défavorables à une société, et prend des positions vendeuses qui lui permettent de bénéficier de la baisse du cours qui s'ensuit, comme dans le cas de Solutions 30.
À propos de la recherche de fraudes, Carson Block, fondateur et dirigeant de Muddy Waters, a déclaré : « C'est un peu comme un casse-tête. Vous essayez de trouver les pièces, de voir comment elles s'agencent, pour avoir une image fidèle de ce que fait l'entreprise ».
Carson Block apparaît fréquemment en tant que commentateur sur Bloomberg Television, CNBC et la BBC. Il écrit également des articles d'opinion dans le Wall Street Journal, le Financial Times et le New York Times sur divers sujets liés à la gouvernance d'entreprise et à la transparence des marchés,.

## Sources
1. 1 2 3  (en) Jennifer Ablan, « Short-seller Carson Block launches hedge fund », Reuters,‎ 25 janvier 2016 (lire en ligne, consulté le 4 septembre 2021)
2. ↑  « Profile » [archive du 3 décembre 2012] (consulté le 29 novembre 2012)
3. ↑  « EXCLUSIF Le fonds Muddy Waters accuse Casino d'espionnage », sur Challenges (consulté le 3 septembre 2021)
4. ↑  « Short-Seller Carson Block Says He's Wary of Alibaba » [archive du 3 octobre 2019] (consulté le 5 mars 2017)
5. ↑  « About us » [archive du 28 mai 2014] (consulté le 30 avril 2014)
6. ↑  « Carson Block sounds like he's having a great day since the co-CEO of one of his short targets stepped down » [archive du 25 août 2016] (consulté le 22 août 2016)
7. ↑  « Research | Muddy Waters Research » [archive du 14 août 2016], www.muddywatersresearch.com (consulté le 23 août 2016)
8. ↑  « L'affaire Solutions 30-Muddy Waters en 6 questions », sur Les Echos, 23 décembre 2020 (consulté le 4 septembre 2021)
9. ↑  « Here's how famous short seller Carson Block picks a takedown target » [archive du 16 août 2016], Business Insider (consulté le 17 août 2016)
10. ↑  « Carson Block: The Man Behind Muddy Waters » [archive du 23 septembre 2016] (consulté le 17 août 2016)
11. ↑  (en-US) Carson C. Block, « China's Auditing Train Wreck », Wall Street Journal,‎ 3 mai 2012 (ISSN 0099-9660, lire en ligne, consulté le 3 septembre 2021)